# Razor 1911
Razor 1911 (сокр. RZR) — одна из известнейших варезных демогрупп в сообществе . Была основана в Норвегии, в 1985 году. По данным отдела компьютерных преступлений Министерства юстиции США, Razor 1911 является «старейшей пиратской группой игрового программного обеспечения в Интернете». В настоящее время Razor 1911 до сих пор активна в варез и демосцене.

## История
Группа была основана под названием Razor 2992 участниками Doctor No, Insane TTM и Sector9 в Норвегии в октябре 1985 года как crack-группа для компьютера Commodore 64. Примерно через год группа распалась. В июле 1987 года, бывшие члены группы (Doctor No и Sector9) снова собрались вместе и поменяли название на Razor 1911, что в шестнадцатеричной системе означает «777».
В 1987—1988 группа начала переходить c Commodore 64 на новые платформы, создавая демки и взламывая игры для Amiga. В 1991 году Razor 1911 перешли на платформу IBM PC. В 1990-х годах группа принимала участие в Amiga дискмагах, таких как Dansktoppen, Fourth Dimension, Propaganda и прочих. В 1991 году журнал Cracker Journal № 28 опубликовал статью, в которой было написано:

Я, Mr.T/Razor, с сожалением сообщаю, что Razor 1911 прекращает участие в демосцене Amiga. Несмотря на это, мы все ещё активны в демосцене на ПК.
Оригинальный текст (англ.)I Mr.T/Razor regret to inform the entire Amiga scene that Razor 1911 has died. We are still in existence on Pc Scene however.

### Операция «Пират»
В ходе операции «Пират» (англ. Operation Buccaneer) федеральным правительством США удалось задержать нескольких членов группы.
В 2003 году 31-летний житель Северной Каролины Шейн «Pitbull» Питман, возглавлявший группу, был приговорён к 18 месяцам лишения свободы за нарушение авторских прав.
В 2004 году был арестован 38-летний лидер группы Шон Майкл Брин за нарушение авторских прав и за хищение обманным путем у Cisco Systems оборудования на сотни тысяч долларов от лица подставной компании «Comptel Logistics». Был приговорен к 50 месяцам лишения свободы. Судья Армстронг также обязала Брина выплатить Cisco Systems возмещение в размере 690 236,91 долларов.

## Деятельность
Группа взламывала и незаконно распространяла самые популярные игры, обычно до даты их официального выпуска, включая такие игры, как Quake, Red Alert, Terminal Velocity, Warcraft II, Warcraft III. Razor 1911 также занимается выпуском трекерной музыки.